# Królestwo Majorki
Królestwo Majorki – utworzone zostało na mocy testamentu króla Aragonii Jakuba I Zdobywcy w 1262 r., jako przyszłe królestwo dla młodszego syna Jakuba II.
Królestwo obejmowało wyspy Majorka, Minorka i Ibiza oraz krainy Roussillon i Cerdanya. Królowie Majorki nosili też tytuł władców miast Montpellier, Carladès i Aumelas. Stolica królestwa znajdowała się w Perpignan.
Na skutek inwazji aragońskiej w latach 1285–1286 Królestwo Majorki utraciło hrabstwa Roussillon i Cerdanya, zachowując jedynie Baleary. Po 1298 królestwo na powrót przejęło dawne posiadłości. W 1344 król Aragonii Piotr IV dokonał inwazji na Majorkę i uwięził króla Jakuba III. Po śmierci Jakuba III w 1349 Królestwo Majorki zostało oficjalnie połączone z Aragonią. Formalnie tytuł królów Majorki zachowały do swojej śmierci dzieci Jakuba III.

## Lista królów Majorki
- 1262–1276 – Jakub I, król Aragonii jako Jakub I Zdobywca
- 1276–1311 – Jakub II, syn Jakuba I Zdobywcy, jako Jakub I[2],
- 1311–1324 – Sancho I, syn Jakuba II, króla Majorki
- 1324–1344 – Jakub III, bratanek Sancha I
- od 1344 do Królestwa Aragonii[3]